# Ola Alterå
Lars Ola Alterå, född 1 januari 1965 i Arvidsjaur i Norrbottens län, är en svensk centerpartistisk politiker, ämbetsman och företagsledare.

## Biografi
Alterå växte upp i Norrfjärden utanför Piteå. År 1985 flyttade han till Göteborg för att studera på Chalmers där han avlade en civilingenjörsexamen i teknisk fysik. Han valdes 1990 till förbundsordförande för Centerpartiets ungdomsförbund och innehade ämbetet fram till 1993. Alterå var politiskt sakkunnig i Statsrådsberedningen mellan 1993 och 1994 samt medlem i partistyrelsen mellan 1990 och 1998. Han var han partisekreterare för Centerpartiet 1998–2001.
Han har varit avdelningsdirektör på Naturvårdsverkets enhet för miljöekonomi 1996–1998, styrelseordförande för mediekoncernen Centertidningar AB 2001–2005 och VD för branschorganisationen Svensk Fjärrvärme 2002–2006. 
Efter den borgerliga valsegern 2006 blev Alterå statssekreterare hos näringsminister Maud Olofsson med ansvar för bland annat energifrågor och de statligt ägda företagen. Han avgick från denna post i samband med valet 2010. I januari 2011 utsågs han till landschef i Kenya för FN-organet UNIDO, en post han hade till april 2013. Efter det var Alterå åter verksam i Sverige som konsult och VD för Sustainable Innovation. 2016–2017 var han regeringens utredare för cirkulär ekonomi.
Alterå är sedan 2018 kanslichef för Klimatpolitiska rådet, en myndighet med uppdrag att granska hur regeringens samlade politik är förenlig med de klimatmål som riksdagen och regeringen har beslutat. Rådet bildades den 1 januari 2018 i samband med att den nya klimatlagen trädde i kraft. Alterå utsågs av regeringen till dess förste kanslichef.

### Familj
Alterå är gift med Sofia Kialt och var tidigare gift med Anna-Karin Hatt. Han är far till Ida Alterå som 2019–2021 var ordförande för Centerpartiets ungdomsförbund.